# Die Tempelritter zu Aachen

Wappen der Templer

Die Tempelritter zu Aachen ist eine der Aachener Sagen und Legenden. Die Sage versucht ätiologisch, die Namen Templergraben und Templerbend zu erklären.

## Sage
Der Sage nach stand auf dem Templerbend ursprünglich ein Kloster des Templerordens. Als am 18. März 1314 Jacques de Molay, der letzte Großmeister des Ordens, in Paris auf dem Scheiterhaufen verbrannt wurde, versank um Mitternacht das gesamte Kloster mit der dazugehörigen Klosterkirche im Erdboden. An der Stelle des Klosters blieb nur eine Quelle (nach anderen Fassungen der Sage ein Teich) zurück, aus der man zu bestimmten Zeiten fernes Glockenläuten und Orgelspiel vernehmen konnte. An dem Jahrestag der Hinrichtung wandeln seither um Mitternacht drei Ritter in Ordenstracht und mit einer blutenden Wunde in der Brust als Geister den Templergraben entlang.

## Überlieferung
Die Sage ist unter anderem in folgenden Sammlungen überliefert:
- Alfred von Reumont: Aachens Liederkranz und Sagenwelt, 1829[2]
- Ludwig Bechstein: Deutsches Sagenbuch, 1853[3]
- Joseph Müller: Aachens Sagen und Legenden, 1858[1]
- Johann Georg Theodor Grässe: Sagenbuch des Preußischen Staates, Band 2, Glogau 1871[4]

## Historischer Hintergrund

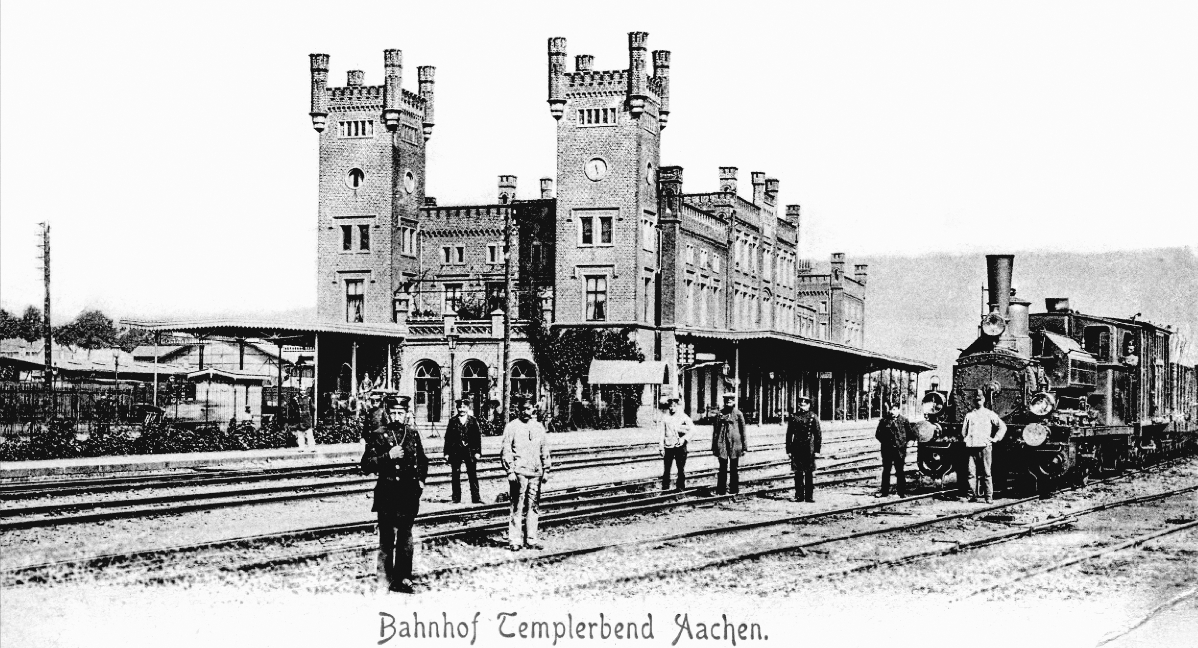
Bahnhof Templerbend um 1900

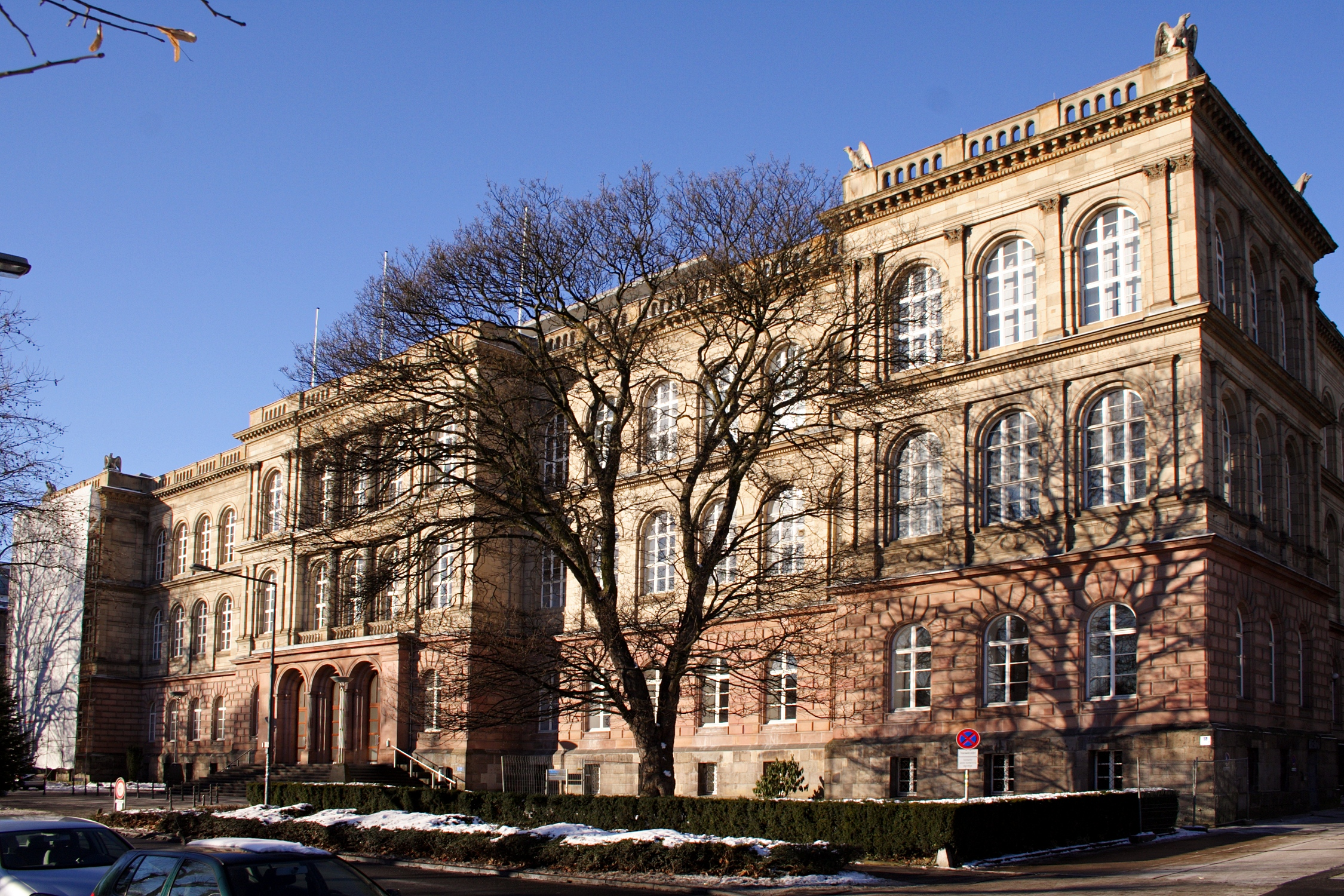
TH-Hauptgebäude am Templergraben

Templerbend („Templerwiese“) ist ein historischer Flurname für eine ehemals vorwiegend unbebaute Gegend zwischen der inneren und der äußeren Stadtmauer Aachens südwestlich des Ponttors und nordöstlich des Königstors, die vorwiegend aus Wiesen und Äckern bestand. 1435 ist dort ein Gutshof mit dem Namen Templerhof urkundlich belegt. Templergraben heißt die den Templerbend begrenzende, ursprünglich entlang dem Graben der inneren Stadtmauer führende Straße. Auf dem Templerbend entstand in den 1850er Jahren der Bahnhof Templerbend und zwischen 1865 und 1870 auf der Nordseite des Templergrabens das Hauptgebäude der Technischen Hochschule. Mittlerweile gehört der gesamte Bereich zum Campus Mitte der RWTH Aachen.

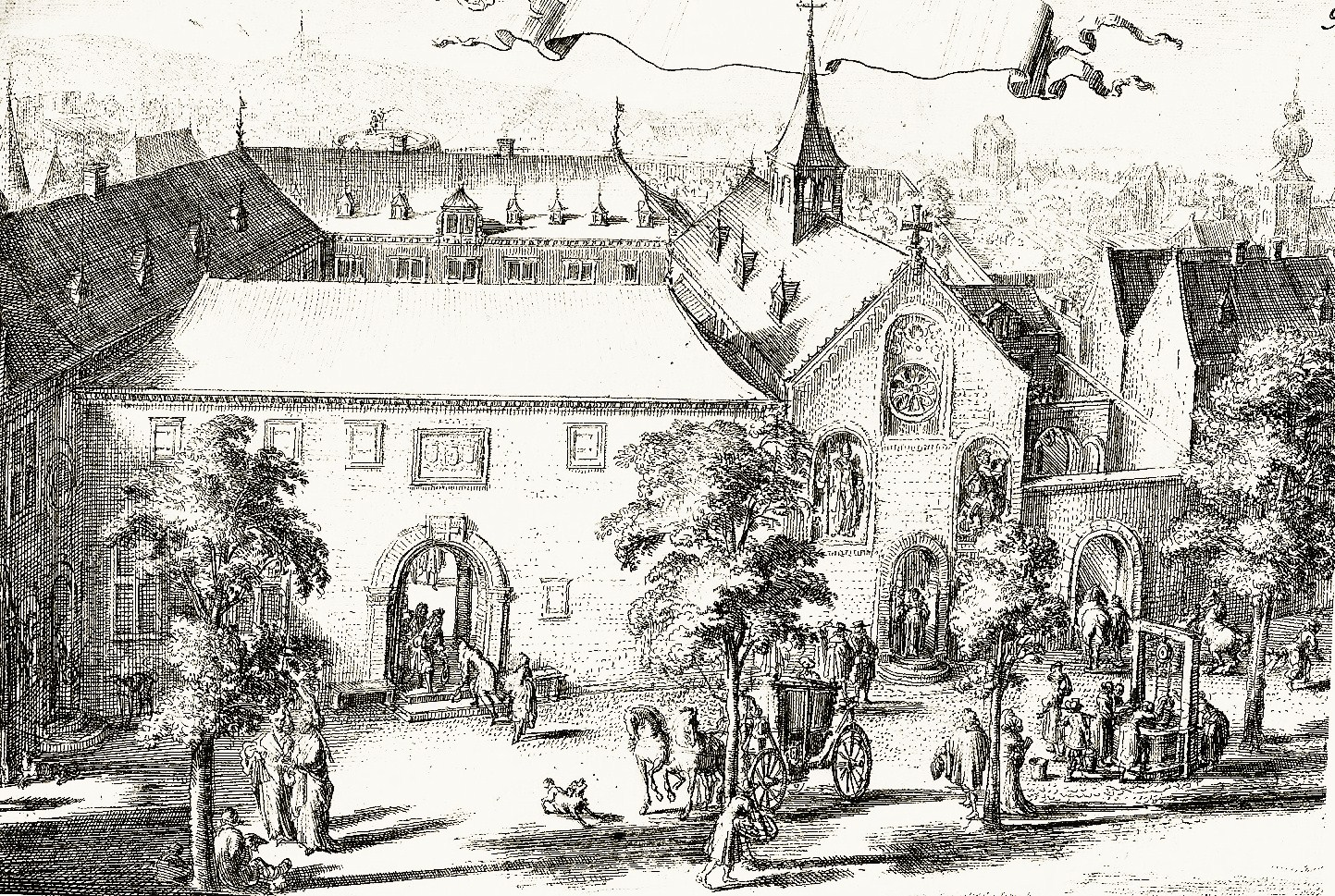
Deutschordenskommende St. Gilles um 1700 (Kupferstich von Romeyn de Hooghe)

Die Bezeichnungen Templerbend und Templergraben wurden früher als Beweis dafür angesehen, dass es in Aachen eine Niederlassung des Templerordens gegeben habe. Christian Quix zufolge gehen die Namen des Geländes und der Straße jedoch tatsächlich nicht, wie von der Sage nahegelegt wird, auf die Tempelritter zurück: In einem 1838 verfassten Beitrag erklärt er die Verwechslung dadurch, dass gemäß im Stadtarchiv Aachen aufbewahrten Dokumenten im 14. und 15. Jahrhundert auch Angehörige anderer Ritterorden wie die Johanniter oder die Deutschordensritter als „templarii“ („Templer“) bezeichnet wurden. Am Pontmitteltor am Ende des heutigen Templergrabens entstand 1322 die Deutschordenskommende St. Gilles innerhalb der ersten Stadtmauer. Die Kommende erwarb 1326, also 12 Jahre nach der Verbrennung von Jacques de Molay, eine Wiese „auf dem Graben zwischen Pont- und Königs-(Mittel)-Toren und zwischen den beiden Stadtmauern“. Wäre nun die Wiese bereits damals Templerbend oder die Straße Templergraben genannt worden, so wäre eine derart komplizierte Umschreibung nicht erforderlich gewesen. Erst später erhielten die Wiese, die nun im Besitz der ebenfalls Templer genannten Deutschordensritter war, die Bezeichnung Templerbend, der Gutshof den Namen Templerhof und die angrenzende Straße den Namen Templergraben (ursprünglich Tempelter Hoffs Graff „Templerhofgraben“).